# Mont-Tonnerre

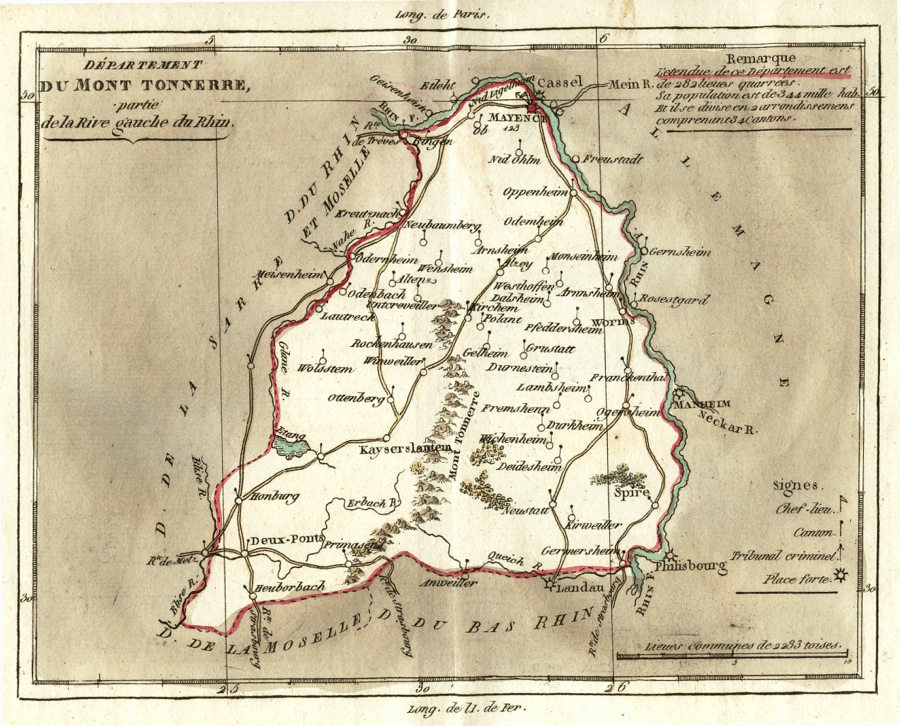
Mapa do antigo département de Mont-Tonerre

Mont-Tonnerre foi um antigo département do Primeiro Império Francês na atual Alemanha. Seu nome tem origem no maior monte da região do Palatinado, o Donnersberg com 687 metros. Mont-Tonerre era o departamento mais ao sul dos quatro que foram criados em 1798, quando a margem oeste do rio Reno foi anexada pela França.